# ISAKICK (ミュージシャン)
ISAKICK（イサキック、1981年3月18日 - ）は、日本のミュージシャン、「175R」「鶯谷フィルハーモニー」ベーシスト、作曲家、DJである。北九州市の観光大使。福岡県北九州市出身。

## 概要
175R(イナゴライダー) のベーシスト。2003年（平成15年）Single「ハッピーライフ」でメジャーデビュー。同年4月にリリースしたSingle「空に唄えば」共にオリコン初登場1位という日本のロックバンド初となる快挙を成し遂げた。2000年代前半に青春パンクの代表的存在として中高生の間でカリスマ的な人気を集めた。『バンドで初の日本武道館単独ライブ』『第54回NHK紅白歌合戦』『ROCK IN JAPAN FESTIVAL』『サマーソニック』『COUNTDOWN JAPAN』など数々の大舞台を経験する。
175Rの活動と並行し、DJ、音楽ディレクター、プロデューサーとしても頭角を現す。お笑い芸人・チュートリアルの徳井義実や俳優・柏原収史など音楽の垣根を超えた交友関係を持ち、音楽の素晴らしさ、可能性を模索する。「鶯谷フィルハーモニー」メンバーも兼任。
地元への感謝・還元する気持ちも大きく北九州市観光大使を務める一方、九州の若い女の子らが集まり世界発信していく「Hello Youth」の音楽ディレクターも担当。ホリエモンこと堀江貴文がオーナーを務める野球球団福岡北九州フェニックスのテーマソングも担当している。

## 経歴
1998年（平成10年）1つ年齢が上のSHOGOからバンドを組もうと誘われて、ロックバンド「175R」を結成。インディーズで活動。絶大な人気を誇る。もともと中学時代からバンドをやっており17才の頃からDJをやっていた。お金がなくDJの機械を売るか？ベースを売るか？と考えていた時にSHOGOから電話が掛かってきた。「バンドやんない？」って誘われたが会ったこともないのによく誘えるなあと笑ったという。SHOGOのバンドは北九州で有名だったので即答でＯＫをした。
1999年（平成11年）北九州を中心にライブ活動をスタート。同時に、自主企画ライブ『いきあたりバッタり』を開催。北九州で行われた『GROOVE ROAD バンド合戦コンテスト』でグランプリを受賞。皮切りに福岡県全域へ活動の場を広げて、4曲入りのデモテープ『1769〜INAROCK〜』を発売した。1980年代のバンドブームに影響うけてJUN SKY WALKER(S)、Hi-STANDARDのようなメロコアみたいな汗をかいて暴れるバンドを目指した。北九州市は売れたバンドがルースターズ以来、出ていなく売れていくたびに「調子のってんなよ」と逆風が強かった。
2001年（平成13年）全16ヶ所を廻るバンド初となる全国ツアー『「初陣」〜Spring Tour 2001〜』を開催。i hate recordsよりバンド初のシングル「From North Nine States」を発売し、オリコンインディーズチャート3週連続1位を獲得した。
2002年（平成14年）初のフルアルバム『Go! upstart!』をリリースし、オリコンチャート初登場6位を獲得（40.1万枚）。
2003年（平成15年）『ハッピーライフ』で東芝EMIからメジャーデビュー。オリコンチャート初登場1位を獲得（24.4万枚）。2ndシングル「空に唄えば」が空前の大ヒットに。オリコンチャート初登場で1位にランクインし、メジャーデビューから2作連続で1位を獲得。2作連続1位は、日本のロックバンド史上初となる快挙となった。この年の大晦日、この曲で『第54回NHK紅白歌合戦』に初出場する。2003年度オリコン年間ランキング第18位となり、175Rのシングルでは最大のセールスを記録した（35.9万枚）。同年、東京・代々木公園野外ステージでフリーライブを開催し、約2万5000人を動員した。
2004年（平成16年）故郷凱旋LIVEと称して、北九州にてワンマンライブ『LIVE THE MELODY 2004 in 北九州芸術劇場』を開催。翌月、念願の日本武道館でバンド初となる『LIVE THE MELODY 2004 in 日本武道館』を開催。
2008年（平成20年）日比谷野外音楽堂にて結成10周年LIVE『175R 10周年感謝の野音! THANK YOU FOR THE FAN』を行う。
2010年（平成22年）175Rの無期限活動休止の発表後、東京都内のクラブを中心に本格的にDJ活動を開始。Houseを軸にElectro、Progressive、Rockなどを織り交ぜたPlayStyleでフロアを盛り上げる。
2016年（平成28年）12月3日に開催された『SKULLSHIT 20th ANNIVERSARY 骸骨祭り』から175Rの活動を再開。エイベックス所属のガールズユニット「GEM」の音楽ディレクターに就任した（2018年解散時まで）。
2018年（平成30年）結成20周年を記念したベストアルバム『175R BEST「ANNIVERSARY 1998-2018」』を発売。九州出身のメンバーで結成したガールズユニット「Hello Youth」の音楽プロデューサーに就任。
2019年（令和元年）PAMA RECORD内に自身のプロデュースレーベル「Dandara record」を立ち上げる。新人のアーティストの発掘、プロデュースを行う。「福岡マラソン2019」大会サポーターに就任。
2020年（令和2年）ウイバナ（We=MUKASHIBANASHI）の音楽ディレクターに就任。自身が書き下ろした青春パンクナンバー「Craftsman」が恵比寿ザ・ガーデンルームで披露された。
2022年（令和4年）堀江貴文がオーナーの球団福岡北九州フェニックスのテーマソングを担当する。

## 人物
- 本名は非公表[16]
- 姉と妹が1人ずついる[2]
- 血液型はO型。星座はうお座[1]
- 小型船舶操縦士免許2級取得[17]
- 小学校の卒業文集に将来の夢は「大きくなりたい」と書いていた[2]
- 中学時代の夢は、中学校の先生。白衣を着た理科の先生に憧れていた[2]
- 初ライブは中2でビジュアル系のコピーをしていた[2]
- 中学3年間バスケットボール部に所属。県大会に行く強豪校で、朝と放課後に練習。部活が終わって夜7時、8時頃に友達の家でバンド練習をしていた[2]

### 交友関係
- 徳井義実（チュートリアル) - 飲み友達
- 柏原収史（俳優） - 飲み友達
- 榎木智一（俳優） - 幼馴染

## 音楽観
- 音楽のルーツはオフスプリング、グリーン・デイ[18]
- 「青春パンク」とひとくくりに言われるのが嫌いだった。当時ロードオブメジャー、FLOW、MONGOL800はみんな全然「青春パンク」とは思ってなかったと思う。6年ぶりに175Rが復活したとき、改めて「青春」って良いなあと思えたという。LIVEを見たファンが「この人達、まだこんな感じやっているんだ」と言われたいと音楽メディアの取材で答えている[3]。
- 「鴬谷フィルハーモニー」を通してLIVEは気楽にできることに気づかされた。175Rの時代は1本1本、魂を込めたLIVEしかしてこなかった。もともと飲み友達のチュートリアル徳井や、俳優の柏原収史と集まってワイワイ曲を作る。気楽なベースの弾き方があることを教わったという。『ノンストレス』がテーマなバンドで、みんな好きなようにストレスを持たず、スケジュールがあえばやるスタンス[3]。

## 音楽活動

### 作品
- 175R「友よ」（作曲） - TBSテレビ「J SPORTS」テーマソング
- 鳳神ヤツルギ関連楽曲
  - 千葉悪役党「エール」「愛羅武勇」「好きなんだ」（作編曲）
  - 特撮Boyz「無敵バトルクライ」「エール」（作編曲）
- ウイバナ（We=MUKASHIBANASHI）「Craftsman」「もしも、この世界に」「Ring - 君と音楽と青春」「Purpose - 青春群像」「初花」「Craftsman」（作編曲）
- Hello Youth 「星空リライティ」「PARTY 人生」「僕らの唄」「異端のパイオニア」「満天サマーナイト」「揺れる」「ハニー」「Snow Flake」「Hello Summer」「stay happy」「ポジなガールズディ」「波乗りざぶ～ん」「パリトゥナイト」「Snow Flake」（作編曲）
- トキヲイキル「あした」（作編曲）
- リアルピース「プレパラートハート」「ぱぴぷぺぽ」「ラッタ王国」（作編曲）
- MAGICAL SPEC「マジ？cool！SPEC」「Re:Re:resistance」（作編曲）
- 最高じぇねれーしょん「アイアイアイアイアイモード」（編曲）
- hanarichu -ハナリッチュ-「さくらいろ」「あの花」「咲いた！ハナリッチュ」「カラフルハイタッチ」（作編曲）
- 伊藤千由李「色褪せる世界」（作編曲）
- CUPIDOLIC「LOVE恋じゃない！！」（作編曲）
- 二丁目の魁カミングアウト「カエルのうた」（作編曲）

### ベース
- 175R
- OMC - 吹野クワガタと制作ユニット
- 栗原ゆう

### サウンドディレクター
- 鶯谷フィルハーモニー
- GEM
- スーパーベイビーズ

### プロデューサー
- 船橋ひまわり娘
- HelloYouth
- ウイバナ（We=MUKASHIBANASHI）
- MAGICAL SPEC